# Bangbayang (Situraja)
Bangbayang is een bestuurslaag in het regentschap Sumedang van de provincie West-Java, Indonesië. Bangbayang telt 838 inwoners (volkstelling 2010).